# Base de dades de sèries temporals

Exemple de sèrie temporal: Gràfic de sèries temporals del nombre de casos actius de COVID-19 per als 7 estats dels EUA més afectats, inclosos els presumptes casos positius. Tingueu en compte que l'eix vertical està escalat logarítmicament. Les línies de punts mostren les previsions de 3 dies basades en una regressió exponencial durant els darrers 4 dies de dades. (Font de dades:)

Una base de dades de sèries temporals (amb acrònim anglès TSDB) és un sistema de programari optimitzat per emmagatzemar i publicar sèries temporals mitjançant parells de temps i valors associats. En alguns camps, les sèries temporals es poden anomenar perfils, corbes, traces o tendències. Diverses bases de dades de sèries temporals primerenques s'associen amb aplicacions industrials que podrien emmagatzemar de manera eficient els valors mesurats d'equips sensorials (també coneguts com a historiadors de dades), però ara s'utilitzen per donar suport a una gamma molt més àmplia d'aplicacions.
En molts casos, els dipòsits de dades de sèries temporals utilitzaran algorismes de compressió per gestionar les dades de manera eficient. Tot i que és possible emmagatzemar dades de sèries temporals en molts tipus de bases de dades diferents, el disseny d'aquests sistemes amb el temps com a índex clau és clarament diferent de les bases de dades relacionals que redueixen les relacions discretes mitjançant models referencials.
Els conjunts de dades de sèries temporals són relativament grans i uniformes en comparació amb altres conjunts de dades, normalment estan formats per una marca de temps i dades associades. Els conjunts de dades de sèries temporals també poden tenir menys relacions entre les entrades de dades de diferents taules i no requereixen emmagatzematge indefinit d'entrades. Les propietats úniques dels conjunts de dades de sèries temporals fan que les bases de dades de sèries temporals puguin oferir millores significatives en l'espai d'emmagatzematge i el rendiment respecte a les bases de dades d'ús general. Per exemple, a causa de la uniformitat de les dades de sèries temporals, els algorismes de compressió especialitzats poden oferir millores respecte als algorismes de compressió habituals dissenyats per treballar amb dades menys uniformes. Les bases de dades de sèries temporals també es poden configurar per eliminar regularment dades antigues, a diferència de les bases de dades normals que estan dissenyades per emmagatzemar dades indefinidament. Els índexs especials de bases de dades també poden augmentar el rendiment de les consultes.
Els sistemes de bases de dades següents tenen una funcionalitat optimitzada per gestionar dades de sèries temporals:
| Nom                 | llicència                                 | Llenguatge                      | Referències  |
| ------------------- | ----------------------------------------- | ------------------------------- | ------------ |
| Apache Druid        | Llicència Apache 2.0                      | Java                            | N/D          |
| Apache Pinot        | Llicència Apache 2.0                      | Java                            | [ 7 ]        |
| eXtremeDB           | Comercial                                 | SQL, Python, C / C++, Java i C# | [ 8 ]        |
| InfluxDB            | MIT. Chronograf AGPLv3, clúster comercial | Go                              | [ 8 ] [ 11 ] |
| Informix TimeSeries | Comercial                                 | C / C++                         | [ 8 ] [ 12 ] |
| Kx kdb+             | Comercial                                 | Q                               | [ 8 ]        |
| Kudu                | Llicència Apache 2.0                      | C++                             | [ 13 ]       |
| MongoDB             | Llicència pública del costat del servidor | C++, JavaScript, Python         | [ 14 ]       |
| Prometeu            | Llicència Apache 2.0                      | Go                              | [ 8 ]        |
| Riak -TS            | Llicència Apache 2.0                      | Erlang                          | [ 8 ]        |
| eina RRD            | GPLv2                                     | C                               | [ 8 ]        |
| Escala de temps DB  | Llicència Apache 2.0                      | C                               | [ 15 ]       |
| Xiuxiueig (grafit)  | Apache 2                                  | Python                          | [ 16 ]       |